# Hjorterianer
Hjorterianer var en kyrklig väckelserörelse på södra Gotland. Snickaren och lekmannapredikanten Jöns Hjorter (1820–1874) från Lindarve i Burs förkunnade en kyrkotrogen antiseparatistisk och gammalpietistisk lära med inriktning på ett helgat liv. Man förde vidare en fromhetstradition från Peter Lorenz Sellergren (1768–1843) i Småland och Jacob Otto Hoof (1768–1839) i Västergötland. Hjorter utgav tidskrifterna Löfbladet och Kornet.  Ett litet kapell byggdes i Lindarve. Den som ansågs som siste egentlige "hjorterianen" (Elof Jakobson från Domerarve i Rone) avled 1985, men rörelsens anda kan på många sätt prägla kyrkomedvetandet hos de äldre på Sudret.